# Antocha (Antocha) glycera
Antocha (Antocha) glycera is een tweevleugelige uit de familie steltmuggen (Limoniidae). De soort komt voor in het Oriëntaals gebied.